# Эфендиев, Мустафа Михаил оглы
Мустафа Михаил оглы Эфендиев (азерб. Mustafa Mixail oğlu Əfəndiyev; 1 ноября 1969) — азербайджанский и российский  футболист.

## Клубная карьера
В сезоне 2000/01 года выступал за азербайджанский клуб «Шахдаг» из города Губа, за который в Высшей лиге провёл 4 матчей, в которых забитыми мячами не отметился. В 2003 году играл за российский любительский клуб «Югра» из Нижневартовска.